# 徐德明
徐德明（1953年11月—），满族，辽宁凤城人，中华人民共和国政府官员、中共十六大代表，第十届、第十一届和第十二届全国政协委员。曾任国土资源部副部长、党组成员、国家测绘局局长、党组书记。
1976年5月加入中国共产党。1974年9月至1977年9月，在河北地质学院探矿工程专业学习。同年进入辽宁省地矿局工作。1994年起，历任辽宁省地矿厅副厅长、党级副书记、辽宁省地勘局局长、党组书记。1998年，升为辽宁省地矿厅厅长。1999年起，任抚顺市委副书记、副市长，辽宁省总工会副主席、党组副书记，总工会主席、党组书记。2001年起，任中共辽宁省委常委。2003年起，任中华全国总工会副主席、书记处书记、党组成员。2008年，当选第十一届全国政协委员，代表中华全国总工会，分入第十八组。同年10月，任国土资源部副部长、党组成员，国家测绘局（后改名为国家测绘地理信息局）局长、党组书记，兼任国家土地副总督察。